# Mortal Kombat X
Mortal Kombat X är ett fightingspel utvecklat av NetherRealm Studios. Det är den tionde delen i Mortal Kombat-serien och släpptes den 14 april 2015 till Playstation 4, Xbox One och Microsoft Windows. NetherRealms mobila avdelning utvecklade en version till iOS och Android-enheter. iOS-versionen släpptes över hela världen den 7 april 2015 medan Android-versionen lanserades först den 21 april 2015 i utvalda asiatiska länder som Filippinerna och Australien, och senare officiellt i hela världen den 4 maj 2015.
Mortal Kombat X fick ett positivt mottagande av spelrecensenter och fick höga betyg för dess spelkontroll, grafik, berättelse och karaktärer, och där vissa recensenter kallade det som det bästa spelet i Mortal Kombat-serien. Vissa recensenter ogillade spelets träningsläge, mikrotransaktioner, nedladdningsbara innehåll och online-spelbarhet. PC-versionen av spelet kritiserades i synnerhet på grund av att ett stort antal tekniska problem.

## Karaktärer
Nya spelbara karaktärer introducerade i serien är skrivna i fetstil. 
| Karaktär          | Röstskådespelare            | Spelvariationer | Spelvariationer | Spelvariationer  |
| ----------------- | --------------------------- | --------------- | --------------- | ---------------- |
| Cassie Cage       | Ashly Burch                 | Hollywood       | Brawler         | Spec Ops         |
| D'Vorah           | Kelly Hu                    | Brood Mother    | Swarm Queen     | Venomous         |
| Ermac             | Jamieson Price              | Mystic          | Master of Souls | Spectral         |
| Erron Black       | Troy Baker                  | Gunslinger      | Outlaw          | Marksman         |
| Ferra/Torr        | Tara Strong/Fred Tatasciore | Ruthless        | Vicious         | Lackey           |
| Goro1             | Vic Chao                    | Kuatan Warrior  | Dragon Fangs    | Tigrar Fury      |
| Jacqui Briggs     | Danielle Nicolet            | Shotgun         | Full Auto       | High Tech        |
| Jason Voorhees1,2 | -                           | Slasher         | Relentless      | Unstoppable      |
| Jax               | Greg Eagles                 | Heavy Weapons   | Pumped Up       | Wrestler         |
| Johnny Cage       | Andrew Bowen                | Fisticuffs      | Stunt Double    | A-List           |
| Kano              | Michael McConnohie          | Cutthroat       | Cybernetic      | Commando         |
| Kenshi            | Vic Chao                    | Balanced        | Possessed       | Kenjutsu         |
| Kitana            | Lorrisa Julianus            | Royal Storm     | Assassin        | Mournful         |
| Kotal Kahn        | Phil LaMarr                 | Blood God       | War God         | Sun God          |
| Kung Jin          | Johnny Yong Bosch           | Ancestral       | Bojutsu         | Shaolin          |
| Kung Lao          | Will Yun Lee                | Tempest         | Buzz Saw        | Hat Trick        |
| Liu Kang          | Tom Choi                    | Flame Fist      | Dragon's Fire   | Dualist          |
| Mileena           | Lorrisa Julianus            | Piercing        | Ethereal        | Ravenous         |
| Predator1,2       | -                           | Hish-Qu-Ten     | Warrior         | Hunter           |
| Quan Chi          | Ronald M. Banks             | Sorcerer        | Warlock         | Summoner         |
| Raiden            | Richard Epcar               | Thunder God     | Displacer       | Master of Storms |
| Reptile           | Steven Blum                 | Deceptive       | Nimble          | Noxious          |
| Scorpion          | Patrick Seitz               | Ninjutsu        | Hellfire        | Inferno          |
| Shinnok           | Troy Baker                  | Impostor        | Bone Shaper     | Necromancer      |
| Sonya Blade       | Tricia Helfer               | Covert Ops      | Demolition      | Special Forces   |
| Sub-Zero          | Steven Blum                 | Cryomancer      | Unbreakable     | Grandmaster      |
| Takeda            | Parry Shen                  | Shirai Ryu      | Lasher          | Ronin            |
| Tanya1            | Jennifer Hale               | Kobu Jutsu      | Dragon Naginata | Pyromancer       |
| Tremor1           | Fred Tatasciore             | Aftershock      | Metallic        | Crystalline      |

1. Nedladdningsbar karaktär
2. Gästkaraktär

## Handling
I Mortal Kombat X handlar det mest om nästa generation efter kämparna i Mortal Kombat 9. Det utspelar sig i början en tid efter Shao Kahns nederlag då han bröt mot the Elder Gods' invasionsregler genom Mortal Kombat turnering. Demoner strömmar fortfarande in till Earthrealm från Netherrealm under Quan Chi's kontroll, detta för att 'the Fallen Elder God Shinnok' brutit sig ut ur sitt fängelse i Netherrealm och tänker korrumpera Earthrealm's Jinsei som finns i Raiden's tempel. I slutet av Mortal Kombat 9 dog många av de goda i ett bakhåll medan Raiden, Lui Kang och Kung Lao konfronterade Shao Kahn, det ledde till att Quan Chi återuppväckte dem från de döda under hans kontroll.
När Shinnok nådde fram till the Jinsei i Raidens tempel gjorde gudarna Raiden och Fujin motstånd, men misslyckades nästan när Shinnok använde sin kraftfulla amulett för att suga in och låsa in de två gudarna i den.
Johnny Cage, Sonya Blade och Kenshi kom i sista sekund till undsättning och stoppade Shinnok från att låsa in gudarna i Amuletten. Johnny Cage sparkate till Shinnok så han tappade amuletten och blev arg.
Shinnok knockade Kenshis sinne genom att överbelasta hans psyke och bara Johnny, Sonya, Raiden och Fujin var kvar. De två gudarna försökte ta amuletten som låg på golvet men Shinnok tryckte bort dem med sin magi.
Shinnok plockade upp amuletten och började tortera Sonya med sin magi. Då aktiverades någon sorts kraft hos Johnny som man senare förstod aktiverades när han såg någon han älskar hålla på att dö. Johnny kastade sig genom magibandet som torterade Sonya och avbröt det. Johnny kämpar mot Shinnok och segrar. Raiden plockar upp amuletten som Shinnok tappade igen efter striden och låste in Shinnok i den.
Vad som sker efter Johnnys räddning är att det går 20 år, och några av de tidigare hjältarna får barn:
- Johnny Cage och Sonya Blade fick en dotter, Cassandra Carlton Cage.
- Kenshi och hans fru Suchin fick en son, Takeda Takahashi.
- Jackson (Jax) Briggs och (...) fick en dotter, Jacqui Briggs.